# Duofu
Duofu (kinesiska: 多扶镇, 多扶) är en köping i Kina. Den ligger i provinsen Sichuan, i den sydvästra delen av landet, omkring 190 kilometer öster om provinshuvudstaden Chengdu. Antalet invånare är 16 188. Befolkningen består av 7 591 kvinnor och 8 597 män. Barn under 15 år utgör 10,0 %, vuxna 15-64 år 75 %, och äldre över 65 år 13,0 %.
Genomsnittlig årsnederbörd är 1 393 millimeter. Den regnigaste månaden är juni, med i genomsnitt 264 mm nederbörd, och den torraste är december, med 8 mm nederbörd.